# Olga Jurjewna Zarjowa
 Olga Jurjewna Zarjowa (russisch Ольга Юрьевна Царёва, englisch Olga Tsareva transkribiert; * 25. Januar 1990 in der ASSR der Komi, Sowjetunion) ist eine russische Skilangläuferin.

## Werdegang
Zarjowa startete im Dezember 2008 in Krasnogorsk erstmals im Eastern-Europe-Cup und belegte dabei den 67. und den 58. Platz im Sprint und den 66. Platz über 15 km Freistil. Bei den U23-Weltmeisterschaften 2011 in Otepää errang sie den 34. Platz über 10 km Freistil und den siebten Platz im Sprint. Ihr erstes Weltcuprennen lief sie im Februar 2012 in Moskau, welches sie auf dem 52. Platz im Sprint beendete. Zu Beginn der Saison 2012/13 kam sie in Werschina Tjoi mit dem siebten Platz im Sprint erstmals unter den ersten Zehn im Eastern-Europe-Cup. Es folgten drei weitere Top-Zehn-Resultate und zum Saisonende der zehnte Platz in der Gesamtwertung des Eastern-Europe-Cups. Nach Platz zwei im Eastern-Europe-Cup Sprint in Werschina Tjoi, gewann sie bei der Winter-Universiade 2013 in Lago di Tesero die Silbermedaille im Sprint. Zudem wurde sie Fünfte im 15-km-Massenstartrennen. In der Saison 2015/16 erreichte sie drei Top-Zehn-Resultate im Eastern-Europe-Cup. Dabei holte sie im Sprint in Moskau ihren ersten Sieg im Eastern-Europe-Cup und belegte zum Saisonende den sechsten Platz in der Gesamtwertung. Zu Beginn der Saison 2016/17 errang sie bei der Weltcup-Minitour in Lillehammer den 53. Platz. Bei der Tour de Ski 2016/17, die sie auf dem 31. Platz beendete, holte sie mit dem 29. Platz bei der Abschlussetappe im Fleimstal ihre ersten Weltcuppunkte. Im April 2018 gewann sie in Chanty-Mansijsk den Ugraloppet über 50 km Freistil.

## Siege bei Continental-Cup-Rennen
| Nr. | Datum             | Ort            | Disziplin        | Serie              |
| --- | ----------------- | -------------- | ---------------- | ------------------ |
| 1.  | 14. Februar 2016  | Moskau         | Sprint Freistil  | Eastern Europe Cup |
| 2.  | 22. November 2018 | Werschina Tjoi | Sprint klassisch | Eastern Europe Cup |
| 3.  | 25. November 2018 | Werschina Tjoi | Sprint Freistil  | Eastern Europe Cup |
| 4.  | 24. Dezember 2020 | Krasnogorsk    | Sprint klassisch | Eastern Europe Cup |